# 埃格滕河 (雷皮施河支流)

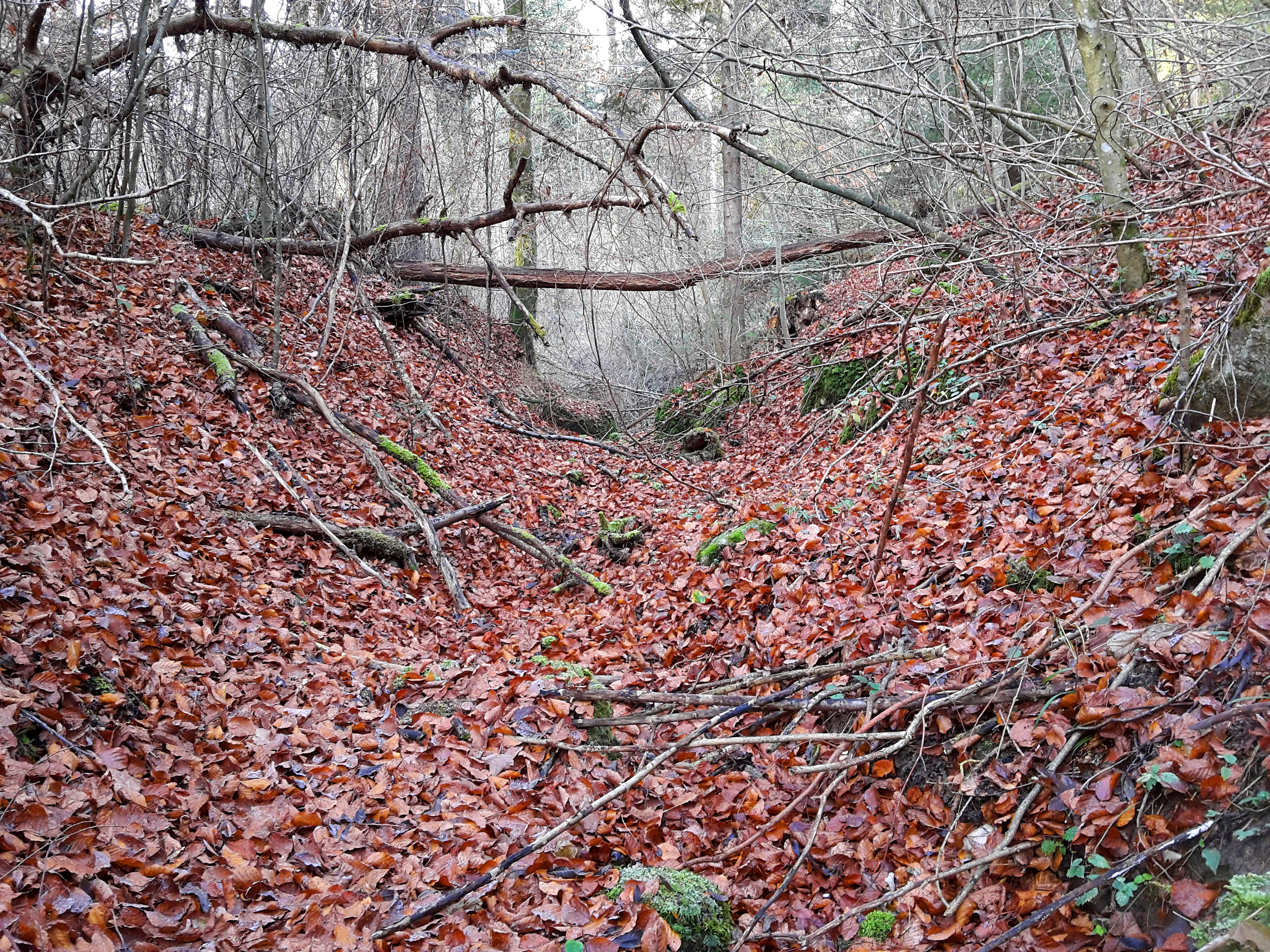

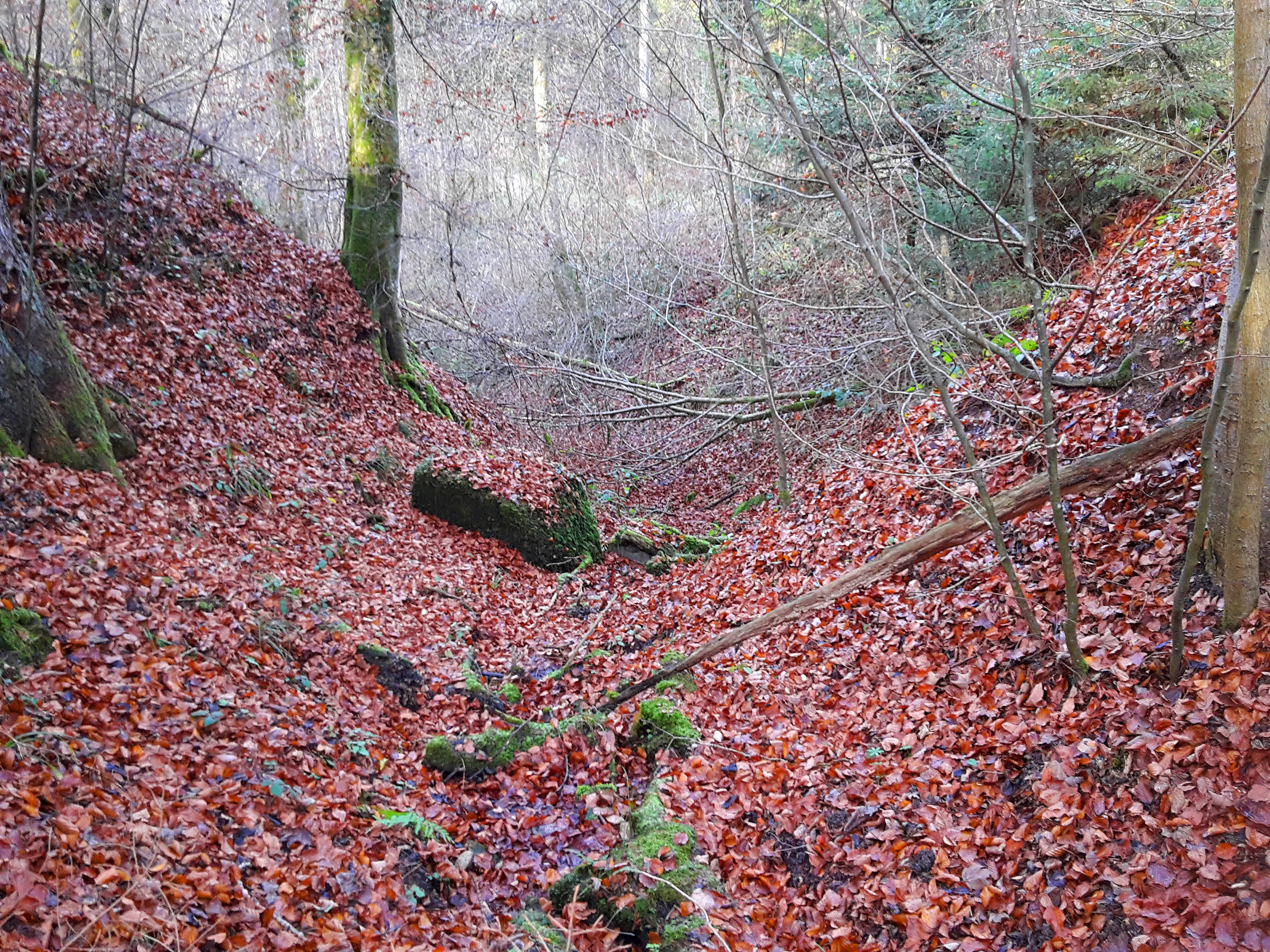

47°22′54″N 8°23′44″E / 47.38166°N 8.39545°E
埃格滕河（德語：Aegertenbach）是瑞士的河流，位於該國北部，流經蘇黎世州，屬於雷皮施河的右支流，河道全長0.5公里，流域面積0.2平方公里，河畔城鎮有迪蒂孔。